# Les Animaux malades de la peste
Les Animaux malades de la peste est la première fable du livre VII de Jean de La Fontaine situé dans le deuxième recueil des Fables de La Fontaine, édité pour la première fois en 1678.

## Présentation
On y trouve les formules : « Ils ne mouraient pas tous, mais tous étaient frappés » et « Selon que vous serez puissant ou misérable / Les jugements de cour vous rendront blanc ou noir ». L'expression « crier haro sur le baudet » tire son origine de cette fable.
La Fontaine fait aussi un éloge de l'éloquence dans cette fable. L'âne est sot et a une mauvaise maîtrise du langage que l'on peut voir grâce aux procédés suivants : le nombre de virgules pour une seule phrase, la rendant trop longue et cassant ainsi le rythme des vers ; les rimes en « an » laides qui rappellent les hennissements d'un âne, dit « ânonnant » ; le discours direct qui ne nuance pas son propre « méfait » avec l'utilisation du mot « diable ».
C'est la maladresse de discours de l'âne qui l'a condamné. Le véritable vainqueur de cette fable est le renard, un orateur expert dans l'art de l'esquive qui finit même par être applaudi. Il parle directement au roi en utilisant le vouvoiement pour ainsi éviter d'avoir à confesser ses propres crimes. Ses vers, contrairement à ceux de l'âne, ont une vivacité et sont construits, sans trop de virgules. Son éloge du roi est d'ailleurs plaisant à entendre grâce aux rimes internes des vers 36 et 37 (« Mouton » et « non »).
L'argumentaire du renard permet aussi un troisième niveau de lecture aux vers 41-42 : le berger est condamnable car il s'autorise seul à domestiquer les animaux, ce qui excuse d'autant plus le Lion.

## Texte
Un mal qui répand la terreur,

Mal que le Ciel en sa fureur

Inventa pour punir les crimes de la terre, 

La Peste (puisqu’il faut l’appeler par son nom),

Capable d’enrichir en un jour l’Achéron, 

Faisait aux animaux la guerre.

Ils ne mouraient pas tous, mais tous étaient frappés : 

On n'en voyait point d'occupés 

À chercher le soutien d'une mourante vie ;  

Nul mets n'excitait leur envie ; 

Ni loups ni renards n'épiaient 

La douce et l'innocente proie. 

Les tourterelles se fuyaient : 

Plus d'amour, partant plus  de joie.  

Le Lion tint conseil, et dit : « Mes chers amis, 

Je crois que le Ciel a permis 

Pour nos péchés cette infortune ; 

Que le plus coupable de nous 

Se sacrifie aux traits du céleste courroux ; 

Peut-être il obtiendra la guérison commune. 

L'histoire nous apprend qu'en de tels accidents

On fait de pareils dévouements :

Ne nous flattons donc point ; voyons sans indulgence 

L'état de notre conscience. 

Pour moi, satisfaisant mes appétits gloutons,  

J'ai dévoré force moutons. 

Que m'avaient-ils fait ? Nulle  offense ; 

Même il m'est arrivé quelquefois de manger 

Le  berger. 

Je me dévouerai donc, s'il le faut ; mais je pense 

Qu'il est bon que chacun s'accuse ainsi que moi :  

Car on doit souhaiter selon toute justice 

Que le plus coupable périsse. 

- Sire, dit le Renard, vous êtes trop bon roi ; 

Vos scrupules font voir trop de délicatesse. 

Eh bien, manger moutons, canaille, sotte espèce. 

Est-ce un péché ? Non non. Vous leur fîtes, Seigneur, 

En les croquant beaucoup  d'honneur; 

Et quant au berger, l'on peut  dire 

Qu'il était digne de tous maux, 

Étant de ces gens-là qui sur les animaux 

Se font un chimérique empire. » 

Ainsi dit le Renard ; et flatteurs d'applaudir. 

On n'osa trop approfondir 

Du Tigre, ni de l'Ours, ni des autres puissances,

Les moins pardonnables offenses.

Tous les gens querelleurs, jusqu’aux simples mâtins,

Au dire de chacun, étaient de petits saints.

L’Âne vint à son tour, et dit : « J’ai souvenance

Qu’en un pré de moines passant,

La faim, l’occasion, l’herbe tendre, et je pense

Quelque diable aussi me poussant,

Je tondis de ce pré la largeur de ma langue.

Je n’en avais nul droit, puisqu’il faut parler net. »

À ces mots, on cria haro sur le baudet.

Un Loup, quelque peu clerc, prouva par sa harangue

Qu’il fallait dévouer ce maudit animal,

Ce pelé, ce galeux, d’où venait tout leur mal.

Sa peccadille fut jugée un cas pendable.

Manger l’herbe d’autrui ! quel crime abominable !

Rien que la mort n’était capable

D’expier son forfait : on le lui fit bien voir.

Selon que vous serez puissant ou misérable,

Les jugements de cour vous rendront blanc ou noir.
— Jean de La Fontaine, Fables de La Fontaine, (Les Animaux malades de la Peste  (Wikisource))

## Analyse
Jean de La Fontaine met en place des personnages types qui correspondent chacun à des individus ou des groupes sociaux. Cette fable met en scène le bestiaire : groupe d'animaux où le roi est représenté par le lion, le ministre ou le jésuite (celui qui garde sa place en donnant raison au roi) par le renard, d'autres courtisans par l'ours et le tigre et un homme non courtisan (basse noblesse) par l’âne.
Cette fable illustre la maxime « La raison du plus fort est toujours la meilleure » (La Fontaine, Le Loup et l'Agneau). C'est toujours le plus faible que l'on punit quand on a la force de le faire, c'est la loi des vainqueurs. Pour donner raison au lion (symbole du roi, donc du plus fort), le renard dit que ce n'est point un péché de manger des moutons. Mais, lorsqu'un âne (honnête, mais sans doute naïf) dit qu'il a mangé de l'herbe d'un pré sans en avoir le droit, les animaux décident de le sacrifier. Ils ont ainsi (une fausse) bonne conscience. Les personnages sont ancrés dans la réalité du temps de La Fontaine, mais leurs attitudes restent universelles. Le dénouement est tragique, mais il permet d’insister sur l’hypocrisie et sur le scandale d’une justice contrôlée par les puissants.

## Illustrations

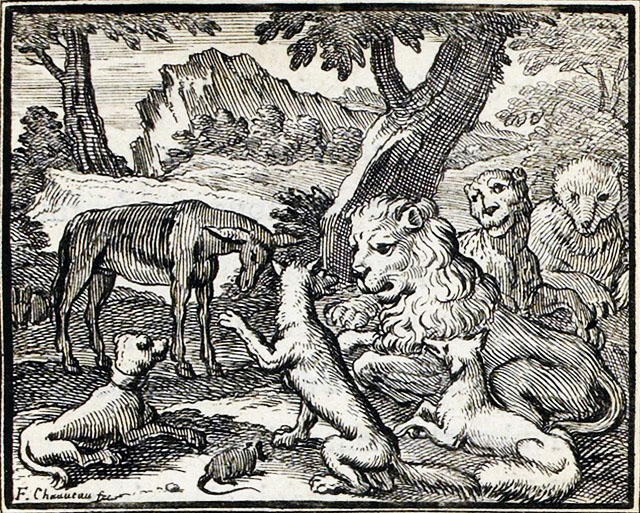
Gravure de François Chauveau (1613-1676).
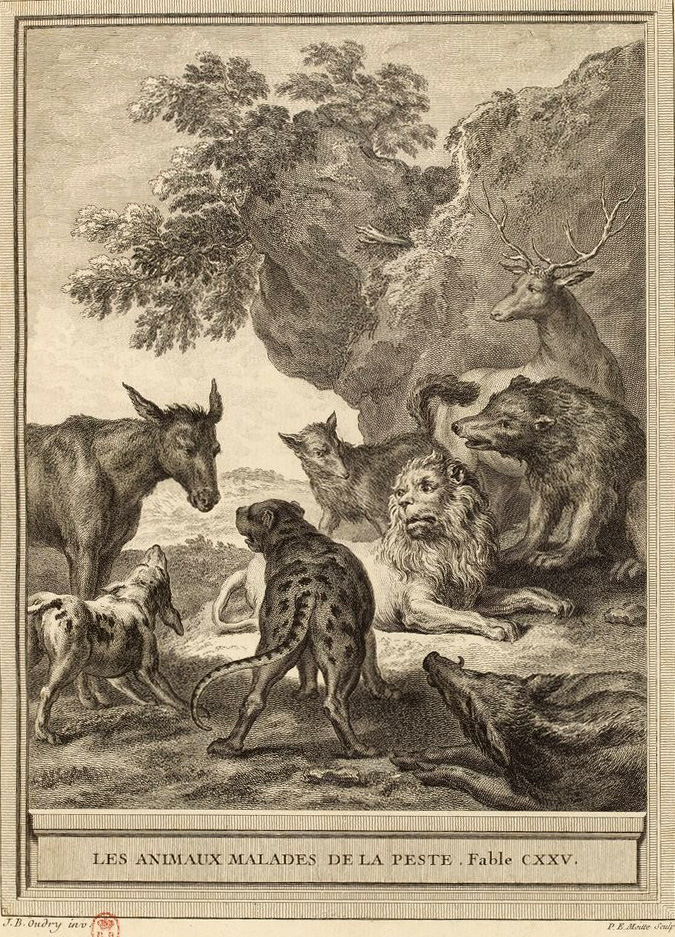
Gravure de Pierre-Étienne Moitte d'après un dessin de Jean-Baptiste Oudry, édition Desaint & Saillant de 1755-1759.
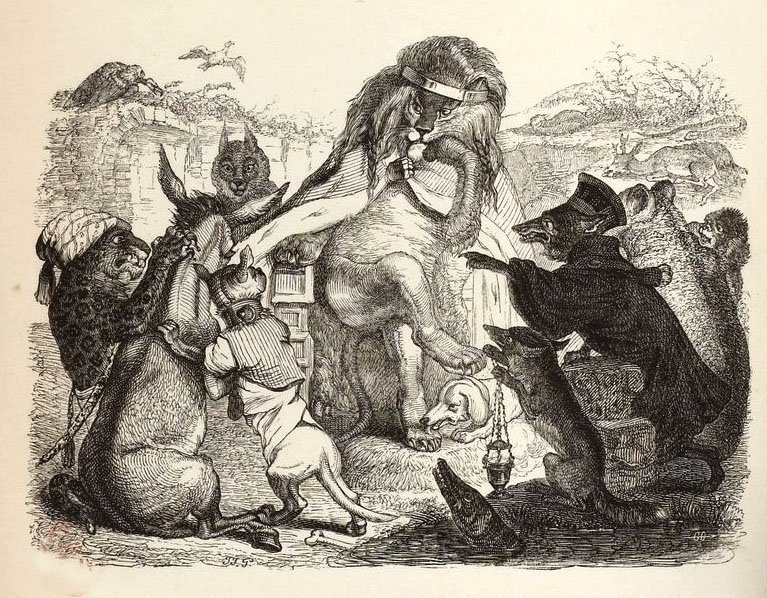
Dessin de Grandville (1838-1840).
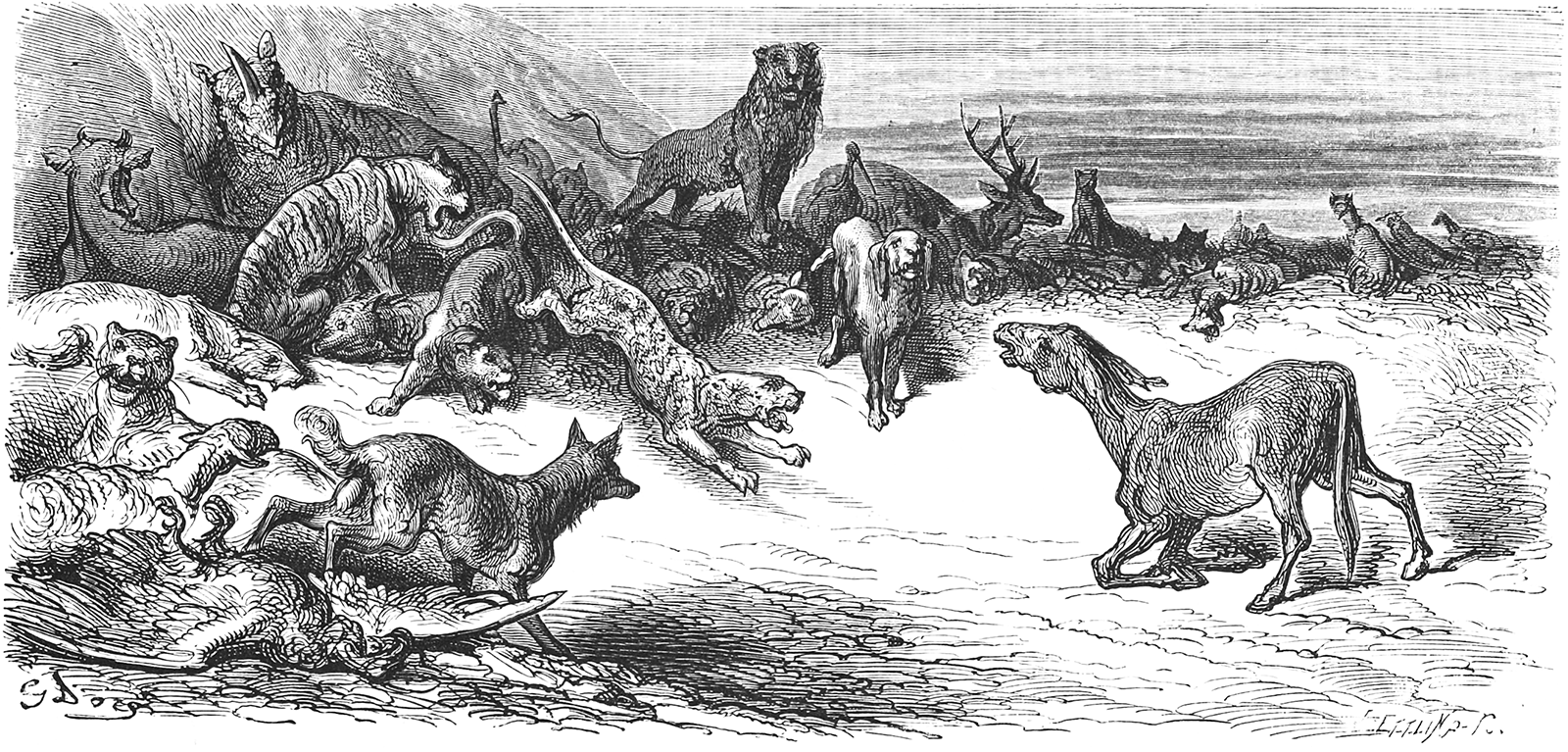
Gravure de Gustave Doré (1876).
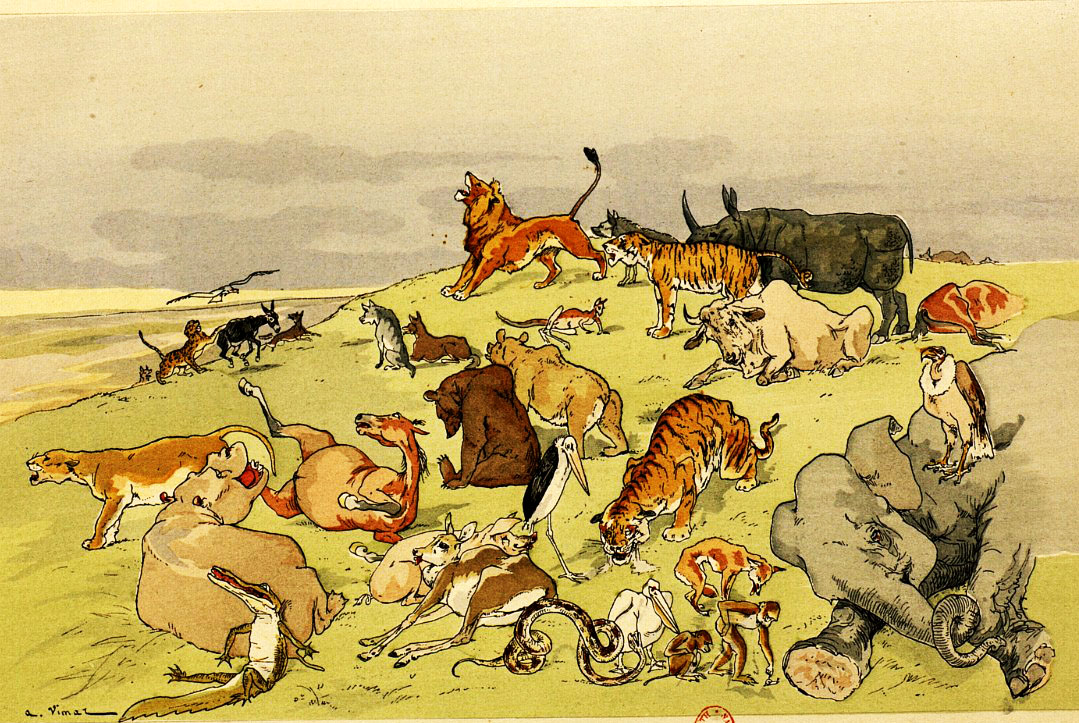
Illustration d'Auguste Vimar (1897).
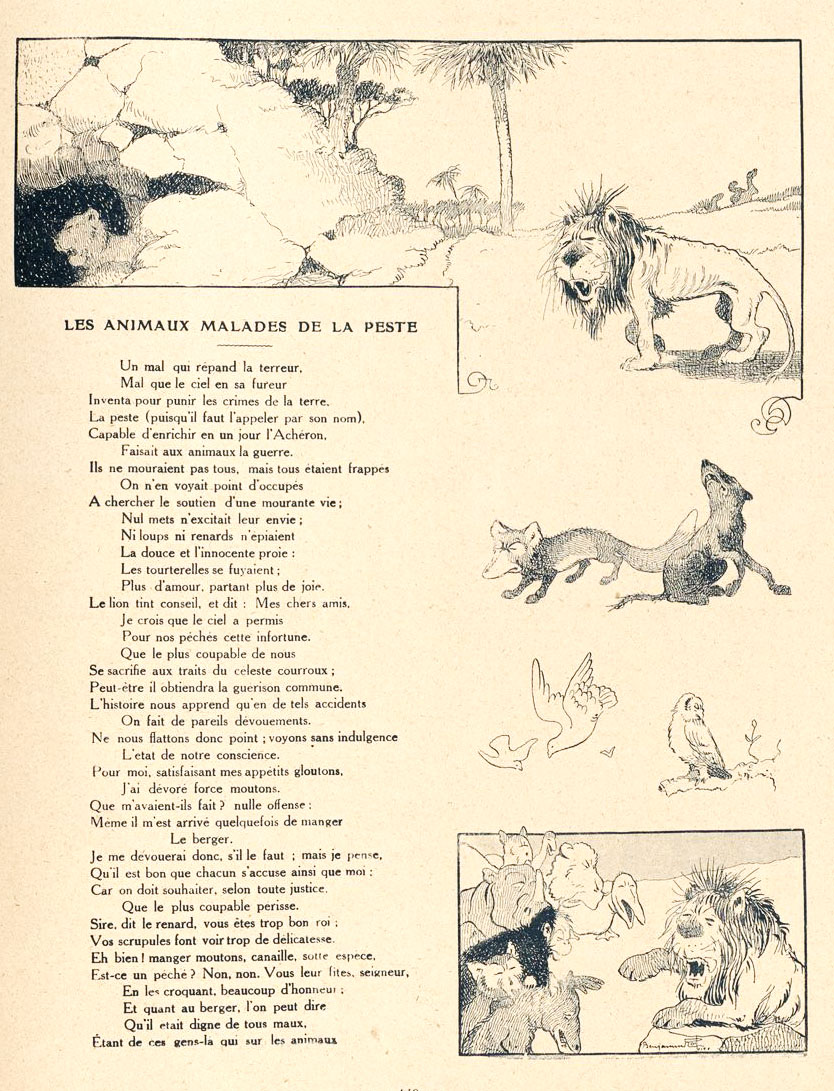
Illustration de Benjamin Rabier (1906).